# Sindrome di Lenz-Majewski
La sindrome di Lenz-Majewski (o nanismo iperostotico di Lenz-Majewski) è una rarissima condizione della pelle, che associa iperostosi, displasia craniodiafisaria, nanismo, cutis laxa, sinfalangismo prossimale, sindattilia, brachidattilia, ritardo mentale, ipoplasia dello smalto dentario ed ipertelorismo.
La cute flaccida, rugosa ed atrofica, con appalesamento del distretto venoso, conferisce al paziente un aspetto progeroide. La facies caratteristica di questa sindrome è determinata da accentuato ipertelorismo, fronte ed orecchie di grandi dimensioni.
Un altro segno comunemente riscontrabile è l'osteosclerosi generalizzata progressiva delle ossa del cranio, delle vertebre e delle ossa tubulari. In tutti i pazienti sono state osservate sindattilia cutanea delle II-V dita delle mani, brachidattilia e sinfalangismo prossimale.

## Epidemiologia
La prevalenza stimata sembra aggirarsi intorno a 1:1 000 000 000 Ne sono stati descritti appena 9 casi in tutto il mondo, uno solo in Italia.
La sindrome ha esordio neonatale.

## Eziologia
L'età paterna avanzata descritta in alcuni casi è suggestiva di una mutazione de novo autosomica dominante.